# Ihor Korotec'kyj
Ihor Oleksandrovyč Korotec'kyj (in ucraino І́гор Олександрович Короте́цький?; Charkiv, 13 settembre 1987) è un ex calciatore ucraino, di ruolo difensore.

## Carriera

### Club
Ha giocato nella massima serie dei campionati ucraino, turkmeno ed azero.